# Escuela Nacional de Cine de Dinamarca
La Escuela Nacional de Cine de Dinamarca (en danés: Den Danske Filmskole) es una institución autónoma, dependiente del Ministerio de Asuntos Culturales de Dinamarca. Fue establecida en 1966 y se basa en Holmen en el puerto de Copenhague. La Escuela Nacional de Cine de Dinamarca fue establecida en 1966 bajo el Instituto de cine Danés con Theodor Christensen y Jens Christian Lauritzen como las fuerzas motrices y el último como primer director de la institución. En 1988, la escuela se convirtió en una institución independiente y en 1998 se trasladó a su sede actual en Holmen como parte del Centro Danés de Enseñanzas Artísticas, ya que antes estaba en varias direcciones.